# Mariampol (województwo świętokrzyskie)
Mariampol – wieś w Polsce położona w województwie świętokrzyskim, w powiecie buskim, w gminie Stopnica.
| SIMC    | Nazwa | Rodzaj     |
| ------- | ----- | ---------- |
| 0272595 | Borek | przysiółek |

W latach 1975–1998 miejscowość administracyjnie należała do województwa kieleckiego.
Przez Mariampol w początku maja 1794 r. przechodził Tadeusz Kościuszko i obozował tu jeden z jego oddziałów w drodze do Połańca. Na pamiątkę insurekcji kościuszkowskiej i tego wydarzenia w 1924 roku mieszkańcy Mariampola i okolic usypali kopiec ziemny. Potem w miejscu tym odbywały się lokalne uroczystości i tu składano kwiaty w kolejne rocznice powstania kościuszkowskiego, aż do roku 1939.
Podczas okupacji hitlerowskiej, 22 grudnia 1941 roku Niemcy utworzyli getto dla żydowskich mieszkańców. Przebywało w nim około 6500 Żydów. W sierpniu 1942 zostali wywiezieni obozu zagłady Treblinka II i tam zamordowani.
Po II wojnie światowej zapomniany i niekonserwowany kopiec zaczął niszczeć. Dopiero w latach 80., z inicjatywy ówczesnego sekretarza Gminnego Komitetu ZSL w Stopnicy, Jerzego Cichonia, przystąpiono do prac renowacyjnych kopca i przywracania mu jego pierwotnego kształtu. Otwarcie odnowionego kopca z posadowioną kamienną tablicą i dużym krzyżem na szczycie nastąpiło 7 czerwca 1987 r., w 193 rocznicę powstania kościuszkowskiego.
Od 2004 r., corocznie w maju odprawiana jest w tym miejscu msza polowa, w której uczestniczą mieszkańcy okolicznych miejscowości, poczty sztandarowe ludowców, strażaków, kombatantów.